# Oosterzand
Oosterzand est un hameau de la commune néerlandaise de Westerkwartier, situé dans la province de Groningue, entre Lutjegast et Niekerk.